# Nico Zimmermann
Nico Zimmermann (* 2. September 1985 in Zweibrücken) ist ein deutscher Fußballspieler. Er wird vornehmlich im linken oder im zentralen offensiven Mittelfeld eingesetzt.

## Karriere
Zimmermann spielte in seiner Jugend beim 1. FC Kaiserslautern und später beim 1. FC Saarbrücken. Dort schaffte er zunächst 2004 den Sprung in den Kader der zweiten Mannschaft und im Sommer 2005 den Sprung in den Kader der ersten Mannschaft. Sein Debüt in der zweiten Bundesliga gab er am 34. Spieltag der Saison 2005/06 beim 2:0-Sieg der Saarbrücker gegen Eintracht Braunschweig. Jedoch blieb es bei nur einem Einsatz. Als Stammspieler der zweiten Mannschaft kam er auf 70 Einsätzen und erzielte elf Tore. Im Januar 2007 wechselte Zimmermann für zweieinhalb Jahre zur SV Elversberg, bevor er wieder im Sommer 2009 zum 1. FC Saarbrücken zurückkehrte, nun als unverzichtbarer Stammspieler. Mit dem FCS wurde er in der Saison 2009/10 Meister der Regionalliga West und stieg in die 3. Profi-Liga auf.
Ab der Saison 2011/12 stand Zimmermann beim Zweitligisten Eintracht Braunschweig unter Vertrag. Gleich in seinem ersten Einsatz, am 17. Juli 2011 zuhause gegen den TSV 1860 München, stand Zimmermann in der Startelf und erzielte in der 35. Minute das zwischenzeitliche 2:1 für die Niedersachsen. Er konnte sich jedoch nicht durchsetzen und kam zu Einsätzen von der Ersatzbank.
Zur Saison 2012/13 wurde Zimmermann vom Zweitligaaufsteiger VfR Aalen verpflichtet. In der folgenden Hinrunde kam er jedoch nur auf zwei Kurzeinsätze, daher wurde er im Januar 2013 zur Erlangung von Spielpraxis bis zum Saisonende an den Drittligisten Hansa Rostock ausgeliehen. Nach seiner Rückkehr im Sommer 2013 konnte sich Zimmermann in Aalen aber erneut nicht durchsetzen und wurde an den ersten fünf Spieltagen der neuen Saison lediglich drei Mal eingewechselt.
Kurz vor Ende der Transferperiode wechselte Zimmermann daher am 27. August 2013 zum Drittligisten SV Elversberg, bei dem er bereits von 2007 bis 2009 spielte. Dort kam er bis zum Saisonende jedoch nur auf 10 Einsätze; der Verein stieg in die Regionalliga Südwest ab. Nach 7 Einsätzen in der Vorrunde der neuen Spielzeit 2014/15 wurde Zimmermann in der Winterpause für ein halbes Jahr an den Ligakonkurrenten FC Homburg ausgeliehen. Nach seiner Rückkehr im Sommer 2015 spielte er keine Rolle mehr bei den Elversbergern, weshalb er sich Anfang 2016 kurz vor Ende der Winter-Transferperiode dem Oberligisten SV Röchling Völklingen anschloss. Mit dem SVR wurde er in der Saison 2016/17 Vizemeister und stieg in die Regionalliga Südwest auf. Seit September 2019 ist er Co-Trainer bei SV Röchling Völklingen tätig.

## Erfolge
- Meister der Regionalliga West 2009/10 und Aufstieg in die 3. Liga (mit dem 1. FC Saarbrücken)
- Aufstieg in die Regionalliga Südwest in der Saison 2016/17 (mit dem SV Röchling Völklingen)
- Vizemeister: Oberliga Rheinland-Pfalz/Saar: 2016/17
- Sparkassen Cup Sieger: 2017
- Sparkassen Cup Vize: 2016